# Надгробни споменик Јовану Ивановићу у селу Гуча
Надгробни споменик Јовану Ивановићу (†1876) у селу Гуча налази се на Анђелића гробљу у селу Гуча, Општина Лучани.

## Опис
Споменик у облику стуба од сивог пешчара, прекривен танком профилисаном плочом. На западној страни, у правоугаоном лучно засвођеном пољу уклесан је текст епитафа. Изнад натписа је тролисни крст са Христовим иницијалима ИС ХР, а са страна једноставна флорална орнаментика. Споменик је релативно добро очуван, осим што је камен прекривен различитим врстама лишаја.

### Епитаф
Текст епитафа делимично исписан предвуковским писмом гласи:
Овде тихо. почива Раб Божии ЈОВАН ИВАНОВИЋ бивши кмет села гуче:, а које Поживио 60.Год: у части и поштењу као добри домаћин
а престависе 9. маја, 1876.Г. И бог да му душу прости
овај споменик Подижему његов син миливоје
а писа Глишо дмитрић из котраже.